# جماعة خراسان
جماعة خراسان تشير إلى مجموعة من كبار أعضاء تنظيم القاعدة الذين ينشطون في سوريا حاليا. وذكرت المجموعة تتألف من عدد صغير من المقاتلين (أكثر المؤشرات ان العدد بين عشرة إلى خمسين من الخبراء والقيادات الكبرى لتنظيم القاعدة) الذين هم جميعا على قوائم مراقبة الإرهاب في الولايات المتحدة والناتو، وتنسق دائما مع جبهة النصرة التابعة لها، تنظيم القاعدة في سوريا. في الجمع المعلومات الاستخباراتية في واشنطن العاصمة يوم 18 سبتمبر عام 2014، صرح مدير الاستخبارات الوطنية جيمس كلابر أن "من حيث التهديد للولايات المتحدة، فأن جماعة خراسان قد تشكل أكبر حلفاء الدولة الإسلامية. ظهر هذا المصطلح لأول مرة في وسائل الإعلام في سبتمبر عام 2014، على الرغم من أن الولايات المتحدة قد ورد أن تتبع مجموعة لمدة سنتين سابقا.
وزعم بعض المعلقين أن التهديد يمثل جماعة خراسان كان مبالغا فيه لتوليد الدعم الشعبي للتدخل الأمريكي في سوريا.

## التسمية
خراسان هو مصطلح تاريخي لمنطقة متداخلة في العصر الحديث بين باكستان أفغانستان وقد صاغ هذا الاسم للمجموعة وكالة الاستخبارات المركزية للكبار مجلس القيادة داخل تنظيم القاعدة في تلك المنطقة، الذي كثير من أعضاء المجموعة ينتمون إليها. الولايات المتحدة والقيادة المركزية، ووزارة الخارجية الأمريكية وصفت اسم جماعة خراسان في بيان صحفي 6 نوفمبر 2014  بأنه تعبير يستخدم للإشارة إلى شبكة من جبهة النصرة والقاعدة التي تتقاسم تاريخا من عناصر التدريب وتسهيل المقاتلين والأموال، والتخطيط لشن هجمات ضد الولايات المتحدة وأهداف غربية أخرى. أو انها سمية تقصد واشنطن منها الكوادر القيادية التي أرسلها زعيم «القاعدة» أيمن الظواهري، إلى «جبهة النصرة» بعد مبايعة زعيمها أبو محمد الجولاني له في نيسان 2013. 0
وقد نفى المتحدث باسم وزارة الدفاع الأميركية جون كيربي أن يكون خطر جماعة خراسان هو من نسج الخيال، مضيفاً أن الاستخبارات كانت تراقب تنظيم «خراسان» منذ وقت طويل.

## العضوية
وصفت الجماعة بأنها «مجموعة صغيرة جدا - عشرات المقاتلين فقط»، ويتألف من الجهاديين ذوي الخبرة من مختلف البلدان. ويعتقد أن المجموعة تتكون من أعضاء «نواة تنظيم القاعدة»، وهذا يعني أن أعضاء رفيعي المستوى في تنظيم القاعدة الذين انتقلوا إلى باكستان بعد غزو أفغانستان عام 2001, في حين أشار مصدر في المخابرات الأمريكية أن أرقام مجموعة حوالي 50 عضو اوأكثر، وأن أعضاء المجموعة قد عملت مع صانعي القنابل من اليمن، بما في ذلك تنظيم القاعدة التابعة له لصنع القنابل يدعى إبراهيم العسيري لاستهداف طائرات مدنية متجهة إلى الولايات المتحدة وأهداف غربية أخرى.
وذكرت المنظمة أن قائد جماعة خراسان محسن الفضلي المعروف بلقب أبو أسماء الخراساني ، وهو عضو بارز في تنظيم القاعدة الذي ذهب إلى إيران بعد الغزو الأمريكي لأفغانستان. وأفادت التقارير أن الفضلي كان أحد القتلى سابقا (على وسائل الاعلام الاجتماعية من قبل العديد من أعضاء تنظيم القاعدة المعروفة)، ويعتقد انها لقد نجا من الهجمات. وقال عضو اخر في جماعة خراسان هو أبو يوسف آل تركي، انه قتل يوم 23 سبتمبر 2014 خال الضربات الجوية الأمريكية في سوريا.
و هناك دلائل تشير إلى أن كان بعض أعضاء جماعة خراسان (بما في ذلك أبو يوسف آل تركي) جزء من الوحدة الفرعية القناصة (النخبة) وكان يسمى أيضا قناصة تنظيم القاعدة.

## الأنشطة
ورد في البداية عن المجموعة انها تشكل تهديدا "وشيك" للولايات المتحدة، مع تقارير من المؤامرات المحتملة التي تنطوي على إنشاء مجموعة جهادية منتقاة من الشباب الأوروبيين وتدريبهم على تنفيذ عمليات إرهابية في الدول الغربية  وايضا صناعة "قنبلة مصنوعة من جهاز غير معدني مثل وعاء معجون الأسنان أو الملابس تم اخفاءفي المواد المتفجرة فيها.
وأشارت البيانات في وقت لاحق من قبل المسؤولين ان "وجود أهداف معروفة أو متوقعة في الهجمات خلال اسابيع قليلة في ذلك الوقت بدأت الولايات المتحدة قصف في سوريا. في 5 أكتوبر 2014، وقد صرح مدير مكتب التحقيقات الفدرالي جيمس كومي، ""لا أستطيع أن أجلس هنا وأقول لكم ما إذا كانت خطتهم هي غدا أو ثلاثة أسابيع أو ثلاثة أشهر من الآن، ولكن علينا أن نتصرف كما لو انها قادمة غدا"". وهو محاولة من قبل تنظيم القاعدة لاسترداد زعامة الجماعات المتشددة من تنظيم "داعش" وطريقة أخرى لاسترداد "تاج الإرهاب" من المنافسين الجدد.

## الأنتقاد
ذكرت مؤسسة كارنيجي للسلام الدولي في 23 سبتمبر 2014 أن "" جماعة خراسان «هو الاسم الذي كسب العملة فقط في الأسبوعين الماضيين»، مبينا أن «موجة مفاجئة من الكشف عن» جماعة خراسان «في خلال الأسبوعين الماضيين ينم عن التسريبات الاستراتيجية.» وذكر المقال أيضا أنه«أيا كان أحد يقرر أن يطلق عليه، وهذا ليس من المرجح أن تكون مؤسسة مستقلة، وإنما هي شبكة داخل الشبكة، المخصصة للتعامل مع محددة المهام».
في مقال في صحيفة الإعتراض، قال غلين غرينوالد للصحفيين ومرتضى حسين أن «هناك أسئلة جدية حول ما إذا كانت مجموعة خراسان موجودة أو حتى يمكن التعرف عليها بأي طريقة»، واصفا التقارير باسم «المنطق الدعائي والقانوني» للتدخل العسكري.

## التدخل العسكري الأمريكي 2014
في يوم 23 سبتمبر 2014 صرحت القيادة المركزية الأمريكية بأنها نفذت ثماني غارات جوية ضد معسكرات تدريب للجماعة، ومرافق القيادة والسيطرة وغيرها من المواقع في منطقة غرب حلب، سوريا. وكانت الغارات غير فعالة وقتلت واحداً فقط أو اثنين من أعضاء الجماعة، وذلك لأن أعضاء المجموعة تلقوا تحذيرات مسبقة.
في 6 تشرين الثاني عام 2014، قصفت قوات التحالف بقيادة الولايات المتحدة أهدافا في محافظتي إدلب وحلب  على الرغم من مسؤولين عسكريين أمريكيين تفيد أنه تم استهداف مجموعة خراسان فقط، نشطاء محليين والمرصد السوري لحقوق الإنسان زعم أن كلا أحرار الشام وجبهة النصرة تم قصفهم أيضا.
و أعلنت القيادة المركزية الأميركية الخميس 6 نوفمبر 2014 أنها نفذت غارات جوية الليلة السابقة على جماعة خراسان ومقرها سوريا، مؤكدة أن الجماعة كانت تخطط لمهاجمة أوروبا أو الولايات المتحدة، ومن ضمن أهداف الضربة ديفيد دروجون من فرنسا اعتنق الإسلام، يصفونه بأنه صانع قنابل للجماعة. ولم يؤكد المسؤولون الأميركيون أن دروجون قتل في الهجوم.
ونفذت غارة ثالثة على مجموعة في 13 نوفمبر 2014.
يوم 18 نوفمبر، تم في كمين الجيش السوري استهداف مجموعة من المسلحين المجموعة في ريف اللاذقية في عملية منفصلة. كان أحد عشر عضوا من الجماعة قتلوا واصيب 13 اخرون بجروح أو اعتقلوا.وكان من بين القتلى وحدة من القادة الميدانيين من كازاخستان والشيشان، مع جهاديين من بورما والسعودية.